# District de Maevatanana
Le district de Maevatanana est un district de la région de Betsiboka, situé dans le Nord de Madagascar.